# ビューティフル、ダーティ、リッチ
ビューティフル、ダーティ、リッチ（Beautiful, Dirty, Rich）はアメリカ合衆国の女性歌手、レディー・ガガのデビュー・アルバム『ザ・フェイム』からのシングル。2008年9月16日にアルバムからのプロモーション・シングルとして発売された。シンセサイザーを多用するアップ・テンポのダンス・ポップでローワー・イースト・サイドで奮闘するガガ自身の経験が叙事詩的に綴られている。
批評家は曲に重要な賛辞を送り、歌詞に対しても楽しい性質があるとして敬意を表している。楽曲自体はマイナーな商業的な成功を収めており、イギリス・シングル・チャートで最高83位に入った。ガガはライブツアー「The Fame Ball Tour」で銀の三角形のパネルが付いた未来的なイメージのビスチェを身に着けて曲を披露している。そのパフォーマンスは批評家により、ガガのヴォーカル・パフォーマンスと彼女の持つエネルギーによりライブが力強いものになったと称賛された。

## 背景
『ビューティフル、ダーティ、リッチ』はデビュー・アルバム『ザ・フェイム』に収録されたアップ・テンポのダンス・ポップソングである。歌は穏やかなエレクトロ・ダンス・ポップ・グルーヴで落ち着いたロ短調のキー、120拍子のテンポである。ガガの声の範囲はA3からD5である。彼女を歌を書いていたときに「ものを理解しようとしていた」と語り、多くの薬物を使用してこの曲を書いたと後に述べている。ガガは「貴方が誰であろうとも、あるいは、貴方がどこで生きようと - それをあなた自身で意識しているかどうかに関わらず、あなた自身のスタイルや芸術や世界に対しての意見に基づいた、あなたの中に宿る名声を自分自身で褒め称えることができる」と主張した。歌詞にある「Daddy, I'm so sorry, I'm so s-s-sorry, yeah.」はガガの体験に一致する。

## チャート成績
UKシングルチャートに89位で初登場した。第2週目で83位になり、その翌週に87位に落ちたのが最後のチャート入りだった。

## ミュージック・ビデオ
ミュージック・ビデオはメリッサ・マツォウカスが監督を務めた。ビデオは2つのバージョンがある。1つはABCテレビのシリーズ『ダーティ・セクシー・マネー』のプロモーション用に作られた番組からの場面が挿入されたバージョンで、もう1つはノーカットのオフィシャルビデオである。ビデオは大邸宅のセットの中でガガの後ろを歩く人、傘で彼女を脅迫する人、彼女の前で踊っている人、彼女の周りにドル札を投げている数人の人々と廊下を歩いてくるガガの映像で始まる。それから、ガガが魅力的なお金がばら撒かれたテーブルの上に乗る、黒いグランドピアノに沿って這っていて数回足でピアノのキーを叩く、周りのダンサーと一緒に踊り置いてある像と絡む、ガガ単独でエレベーターの中で踊るなど様々な場所で色々な描写が繰り広げられる。ガガがお札も燃やしたり、お札を口に詰め込む姿も接写される。ビデオではガガは様々な衣装を身に着けている。

## 収録曲
- プロモーション・シングル

1. ビューティフル、ダーティ、リッチ(ラジオ・エディット)
2. ビューティフル、ダーティ、リッチ(メイン・バージョン)
3. ラヴゲーム (ケルヴィン・ニコラス ダーティ・ビート・エディット)
4. ジャスト・ダンス (マット・プライス リミックス)